# Afrodiziac
Un afrodiziac este o substanță sau preparat care stimulează funcțiile sexuale  (mărește dorința sexuală), prin acțiune asupra glandelor corticosuprarenale.

Afrodiziacele sunt folosite de mii de ani, în toată lumea, iar denumirea de afrodiziac vine de la numele zeiței grecești, Afrodita, care simbolizează senzualitatea  și pe care romanii au botezat-o Venus.

De-a lungul timpului, s-a răspândit credința potrivit căreia anumite băuturi, mâncăruri sau arome ar trezi dorința sexuală și ar condimenta viața intimă. În Orient, se consideră că redau tinerețea, sunt un element tot atât de important în viață ca și alimentația sau igiena zilnică.

## Proprietăți
Exemplele și acțiunea lor asupra libidoului și activității sexuale sunt multiple.
- stimulează senzațiile
- trezesc dorința sexuală
- cresc libidoul
- activează sinteza hormonilor
- provoacă vasodilatație ce favorizează un flux sangvin mai mare și o lubrifiere mai bună a organelor genitale pentru ambele sexe
- relaxare, eliminarea anxietății și a inhibițiilor
- energizare prin accelerarea proceselor metabolice, fluxului sangvin, oxigenare celulară profundă.[4]

Afrodiziacele se pot împărți în mai multe categorii:

## Afrodiziace sintetice
Afrodiziacele sintetice sau chimice sunt medicamente inhibitori ai fosfodiesterazei de tip 5 (PDE5) precum și alte formule hormonale.: 
- Alprostadil
- Avanafil
- Flibanserină
- Lodenafil
- Mirodenafil
- Nitrit de amil
- Sildenafil
- Tadalafil
- Vardenafil
- Udenafil
- Zaprinast

## Afrodiziace naturale
Există multe produse naturale binecunoscute pentru calitățile afrodiziace incluse în alimente (fructe de mare - midii, stridii, melcul de mare Rapana Thomasiana, ciocolată, miere, diverse condimente, legume și fructe etc.), băuturi, parfumuri, ierburi și plante, uleiuri esențiale, esențe florale, organe de animale (corn de rinocer, penis și testicule de cerb, de tigru, cașalot etc), insecte (cantaridă), cristale, ciuperci (Yarsagumba) etc.

### Afrodiziace în plante
Proprietățile afrodiziace ale unor plante au fost dovedite de-a lungul secolelor, pe toate continentele. Plantele afrodiziace sunt cunoscute ca având cele mai puternice efecte asupra trezirii pasiunii și dorinței sexuale, având un efect de dinamizare a energiei sexuale, dar și de armonizare a acesteia. Plantele afrodiziace conțin în cea mai mare parte alcaloizi, compuși foarte activi conținând molecule de azot care acționează puternic asupra psihicului și circulației sanguine.
În Asia s-au inventariat mai mult de 50 de specii de plante afrodiziace recomandate contra impotenței și frigidității, în Africa sunt recunoscute câteva zeci de plante afrodiziace numite și plante ale dragostei, iar în Europa și America se cunosc de asemenea zeci de plante afrodiziace și aproape o sută de plante excitante sau tonice.
| - Brânca-ursului - Calamus - Catuaba - Cătină de garduri - Cistanche - Colții babei - Damiana - Ghimbir - Ginkgo biloba - Ginseng - Guarana - Hawthorn - Iarba țapului - Ibogaină |  | - Jatamansi - Maca - Muira Puama - Năpraznic - Nucă de kola - Longifolia - Salsepareille - Schinduf - Sculătoare - Saw palmetto - Yohimbină - Withania |